# Pet Society
Pet Society（寵物社會，簡稱寵社）是一款網路寵物育成遊戲，由遊戲開發商Playfish開發。寵物社會亦是一種社交遊戲，因此只能在社交網絡如Facebook及MySpace上，以一種附加元件的形式運行。遊戲中除了在每星期一會更新遊戲中的物品外，於各種特別節目，例如聖誕節及情人節，都會推出特別的物品。此遊戲自推出後，經常性成為Facebook中每天被啟動次數最多的附加元件之一。
現在，Facebook,4399,MySpace,Bebo的Pet Society已關閉。。

## 介面
寵物社會每個星期都會在遊戲裡的商店推出新商品，玩家需要藉由各種方式來取得金幣來購買商品布置寵物的房間。取得金幣的方法可拜訪朋友、到運動場賽跑或下賭金、與寵物玩各類遊戲（接球、飛盤和跳繩）、照顧朋友的寵物（擦澡或刷洗）等，甚至到戶外撞樹(只限Friend map)也可得到少許金幣。此外每周推新商品，隔一段時間會有大規模的更新，添加許多新特色和玩法，像是回收累積點數、種植蔬菜花卉、到水池塘裏釣魚、以及掘寳藏系統。2010年大改版后关闭了luxury、bank及gadget，亦同时也加入了新商店market。每间商店也增加部门选择，以方便玩家寻找物品。
寵物社會裡目前共有十四處商店和場所，可供玩家去購買商品以及遊戲：
- Food（食物店）

寵物飢餓時，到此購買水果、蔬菜和飲料等。現在還有派對用品售賣，例如氣球。
- Clothes（衣飾店）

可購買衣服、鞋子、帽子、手飾可供寵物穿戴。
- D.I.Y. shop（裝潢店）

可購買壁紙、地板、門以及窗戶，佈置寵物房間的門面。
- Furniture（家具店）

可購買多種桌子、椅子、床、書架、擺設和櫃子等。
- Gadget（電器店） （已结束营业）

可購買電器商品，像是電視、音響、電話、時鐘以及燈類等。
- Mystery（神秘店）

販賣特殊商品，像是扭蛋系列（主題包括童話、玩具、仙境、占卜等）以及神秘箱。神秘箱分為金箱（售500幣）、紫箱（售200幣）和 紅箱（售50幣）三種不同價位，其中的物品更是一般商店買不到的稀有品。
- Café（咖啡廳）

新特色，咖啡廳除販賣咖啡商品和茶品外，可隨機拜訪不認識的寵物朋友的房間。
- Stylist（改造所）

玩家可改變寵物名稱、顏色和外表（眼睛、鼻子、耳朵等）。
- Bank（銀行） （已结束营业）

用信用卡等購買金幣或魚幣（Playfish Cash）的場所。
- Boutique（精品店）（原名為：Cash Shop)

這商店裡面的特殊商品須花費用錢購買來的玩魚錢幣（Playfish Cash）來買，裡頭有需多獨特商品，像時空機器、跑步機或飛鞋等，甚至一間房間。
- Stadium（運動場）

寵物在運動場可以選擇與朋友賽跑、專業賽跑(需穿着專業跑手套裝)、練習以及觀看朋友比賽下注。
- Outdoor（園藝店）（原名為：Garden)

可購買種子（分為蔬菜、花卉和樹木）來到寵物的前後院種植。蔬菜的生長期約為九天，成果又分成九種尺寸，種過久有機率會變成酸菜。花的生長期為一天，收成後可販賣或裝飾。樹的生長期為三天，可結成果實。也可在此購買一些和園藝有關的物品和釣魚用的用品。
- Fishing Pond（水池塘）

2009年七月推出的功能。玩家可釣魚或是其他物品，魚類可放在魚缸觀賞或者是回收賣掉，不能作為禮物送朋友。魚類以外的項目，像是垃圾或是貝殼類只能回收，不能販賣或送禮。
Treasure Map (挖寶地圖)
有12處地方可以挖寶物,有些用普通鏟來挖,有些用藍鏟來挖; 每天都有5個免費的普通鏟和藍鏟,每塊地圖有多種寶物,其中只有集品不能送,其他都可以送,
Town Forest更有weekly treasure, 每週更新一次。

## 獎盃
寵社裡總共可贏得45座各種不同的紀念里程碑，獎盃分為15種目標，每個目標則各為金、銀、銅三種獎盃。當達到金或銀獎盃的目標值後，則會取代掉原本的獎盃。寵物獲得的獎盃可以用來布置房間，不可回收、送禮以及賣掉。
| 目標                                             | 銅    | 銅                  | 銀     | 銀                  | 金      | 金                      |
| 目標                                             | 數值  | 獎盃名              | 數值   | 獎盃名              | 數值    | 獎盃名                  |
| ------------------------------------------------ | ----- | ------------------- | ------ | ------------------- | ------- | ----------------------- |
| 拜訪朋友（Visits to friends）                    | 25    | Pet About Town      | 100    | Vizier of Visists   | 300     | Social Whirlwind        |
| 連續接球（Longest sequence of ball passes）      | 15    | Playing Softball    | 30     | Playing Hardball    | 50      | Pro Baller              |
| 連續接飛盤（Longest sequence of frisbee passes） | 10    | Safe Hands          | 25     | Kaiser of Catch     | 40      | Ultimate Frisbee Player |
| 連續跳繩（Longest sequence of rope jumps）       | 20    | Roped In            | 50     | Junior Jumper       | 100     | Skipping Superstar      |
| 金幣花費（Coins spent）                          | 500   | Window Shopper      | 3,000  | Mall Rat            | 10,000  | Big Spender             |
| 購買帽子（Hats bought）                          | 3     | Cap Collector       | 10     | Head Honcho         | 30      | Mad Hatter              |
| 購買衣飾（Shirts and dresses bought）            | 3     | Shirt Collector     | 10     | Shirt Lover         | 30      | Shirt Aficionado        |
| 購買褲子（Legwear items bought）                 | 3     | Trouser Browser     | 10     | Racks of Slacks     | 30      | Chino Supremo           |
| 購買鞋子（Pairs of shoes bought）                | 3     | Shoe Collector      | 10     | Boot Buyer          | 30      | Footwear Fetish         |
| 購買護腕（Arm accessories bought）               | 3     | Arms Race           | 10     | Tangles of Bangles  | 30      | King of Bling           |
| 朋友送禮（Gifts sent to friends）                | 5     | Generous Gifter     | 25     | Selfless Sender     | 50      | Santa Claus             |
| 跑步冠軍（Wins in the Stadium hurdle races）     | 10    | Hedge Hopper        | 100    | Roosetr Booster     | 250     | Jet Jumper              |
| 回收獎勵（Recycle points earned）                | 5,000 | Eco conscious       | 20,000 | Environmentalist    | 100,000 | Eco warrior             |
| 播種植物（Plants sown）                          | 9     | Green fingers       | 50     | Sow far sow good!   | 500     | Welcome to the jungle   |
| 專業賽跑冠軍（Wins in the Stadium Pro races）    | 3     | Pro Bronze Medalist | 10     | Pro Sliver Medalist | 30      | Pro Gold Medalist       |

## 等級
贏得寵社經驗值（Paw Points）可使寵物等級提升，來取得更多錢幣、新的物件和特別稱號。曾經最高等級為47級，目前等級開放至100級，可擴充第十二間房間。

## 爭論
此遊戲於2013年6月14日結束營運，令不少玩家抱怨被EA收購的Playfish刪掉此遊戲令他們失去樂趣，此情況在Playfish刪掉旗下遊戲時出現，例如Hotel City、Restaurant City、模擬時光等。

## 相關連結
- Pet Society
- Pet Society Forum
- Pet Society Blog